# Port Townsend
Port Townsend é uma cidade localizada no estado norte-americano de Washington, no Condado de Jefferson.

## Demografia
Segundo o censo norte-americano de 2000, a sua população era de 8334 habitantes.
Em 2006, foi estimada uma população de 9134, um aumento de 800 (9.6%).

## Geografia
De acordo com o United States Census Bureau tem uma área de
24,5 km², dos quais 18,1 km² cobertos por terra e 6,4 km² cobertos por água.

## Localidades na vizinhança
O diagrama seguinte representa as localidades num raio de 24 km ao redor de Port Townsend.